# 谢丽尔·米勒
谢丽尔·米勒（英語：Cheryl Miller，1964年1月3日—），美国女子篮球运动员。她曾获得1983年泛美运动会女子篮球金牌和1984年夏季奥运会女子篮球金牌。

## 家庭
弟弟雷吉·米勒同样也是一名篮球选手。